# José Ornelas Carvalho
José Ornelas Carvalho (Funchal, 5 gennaio 1954) è un vescovo cattolico portoghese, dal 28 gennaio 2022 vescovo di Leiria-Fátima.

## Biografia
José Ornelas Carvalho è nato a Funchal il 5 gennaio 1954.

### Formazione e ministero sacerdotale
Ha studiato nel seminario diocesano di Funchal dal 1964 al 1967 e poi nel collegio missionario "Sacro Cuore" di Funchal, guidato dai sacerdoti dehoniani, dal 1967 al 1969. Ha completato gli studi liceali presso l'Istituto missionario "Sacro Cuore" di Coimbra tra il 1969 e il 1971.
Ha compiuto il noviziato ad Aveiro e il 29 settembre 1972 ha emesso i voti temporanei nella congregazione dei Sacerdoti del Sacro Cuore di Gesù. Ha studiato filosofia presso l'Istituto superiore di studi teologici di Lisbona dal 1972 al 1974. Ha trascorso il periodo di tirocinio nella diocesi di Gurué, in Mozambico, dal 1974 al 1976. Ha studiato per il baccalaureato in teologia presso la Facoltà di teologia dell'Università Cattolica del Portogallo a Lisbona dal 1976 al 1979. Il 23 settembre 1977 ha emesso la professione solenne. Ha conseguito la licenza e poi il dottorato in teologia biblica presso il Pontificio Istituto Biblico a Roma.
Il 9 agosto 1981 è stato ordinato presbitero. In seguito è stato vice-rettore del seminario "Nostra Signora di Fátima" ad Alfragide; professore di Sacra Scrittura nella Facoltà di teologia dell'Università Cattolica del Portogallo a Lisbona; segretario della Facoltà dal 1983 al 1991; consigliere provinciale dal 1985 al 1988; prefetto degli studi nel "Nostra Signora di Fátima" ad Alfragide; vice-provinciale dal 1997 al 2000; superiore provinciale dal 2000 al 2003 e superiore generale dal 27 maggio 2003 al 25 maggio 2015.

### Ministero episcopale
Il 24 agosto 2015 papa Francesco lo ha nominato vescovo di Setúbal. Ha ricevuto l'ordinazione episcopale il 25 ottobre successivo nella cattedrale di Santa Maria delle Grazie a Setúbal dal cardinale Manuel José Macário do Nascimento Clemente, patriarca di Lisbona, co-consacranti il vescovo emerito di Setúbal Gilberto Délio Gonçalves Canavarro dos Reis e il vescovo di Angra António de Sousa Braga. Durante la stessa celebrazione ha preso possesso canonico della diocesi.
Nel settembre del 2015 ha compiuto la visita ad limina.
Dal 16 giugno 2020 è presidente della Conferenza Episcopale del Portogallo.
Il 28 gennaio 2022 papa Francesco lo ha nominato vescovo di Leiria-Fátima; è succeduto al cardinale António Augusto dos Santos Marto. Il 13 marzo successivo ha preso possesso canonico della diocesi.

## Genealogia episcopale
La genealogia episcopale è:
- Cardinale Scipione Rebiba
- Cardinale Giulio Antonio Santori
- Cardinale Girolamo Bernerio, O.P.
- Arcivescovo Galeazzo Sanvitale
- Cardinale Ludovico Ludovisi
- Cardinale Luigi Caetani
- Cardinale Ulderico Carpegna
- Cardinale Paluzzo Paluzzi Altieri degli Albertoni
- Papa Benedetto XIII
- Papa Benedetto XIV
- Cardinale Enrico Enriquez
- Arcivescovo Manuel Quintano Bonifaz
- Cardinale Buenaventura Córdoba Espinosa de la Cerda
- Cardinale Giuseppe Maria Doria Pamphilj
- Papa Pio VIII
- Papa Pio IX
- Cardinale Alessandro Franchi
- Cardinale Gaetano Aloisi Masella
- Cardinale José Sebastião d'Almeida Neto, O.F.M.Disc.
- Vescovo António José de Souza Barroso
- Vescovo Manuel Luís Coelho da Silva
- Cardinale Manuel Gonçalves Cerejeira
- Cardinale António Ribeiro
- Cardinale José da Cruz Policarpo
- Cardinale Manuel José Macário do Nascimento Clemente
- Vescovo José Ornelas Carvalho, S.C.I.